# Cornutiplusia circumflexa
Cornutiplusia circumflexa ist ein Schmetterling (Nachtfalter) aus der Familie der Eulenfalter (Noctuidae).

## Merkmale

### Falter
Die Flügelspannweite der Falter beträgt 34 bis 50 Millimeter. Auf den Vorderflügeln herrschen graubraune Färbungen vor. Im verdunkelten Mittelfeld befindet sich ein charakteristisches weißes Zeichen, etwa in Form des Buchstaben Gamma aus dem griechischen Alphabet. Dieses Gamma-Zeichen ist breit ausgebildet und meist hellgrau ausgefüllt. Die beiden dünnen Ausläufe erreichen in ihrer Verlängerung den Vorderrand und werden von der inneren Querlinie geschnitten. Die Wellenlinie ist deutlich gezackt, die Submarginalregion stark verdunkelt. Die Hinterflügel sind zeichnungslos graubraun, am Saum verdunkelt. Der Thorax ist pelzig behaart und mit einigen Haarbüscheln versehen, der Saugrüssel ist gut entwickelt.

### Raupe, Puppe
Ausgewachsene Raupen sind von grüner Farbe. Sie besitzen dünne weißliche Rücken- und Nebenrückenlinien sowie breitere, ebenfalls weißliche Seiten- und Querlinien.
Die Puppe zeigt eine schwarzbraune Rückenpartie und gelbgrüne Flügelscheiden.

### Ähnliche Arten
Eine entfernte Ähnlichkeit besteht zur Gamma-Eule (Autographa gamma), bei der das Gamma-Zeichen jedoch stets silberweiß ausgefüllt ist und dessen Ausläufe nicht bis zum Vorderrand reichen.

## Verbreitung und Lebensraum
Cornutiplusia circumflexa kommt in weiten Teilen Afrikas einschließlich der Kanarischen Inseln sowie vereinzelt im nördlichen Mittelmeerraum vor. Die östliche Verbreitung erstreckt sich bis zum Ural, die südliche durch Asien bis nach Japan. Sehr selten wurden Falter auch in England und der Schweiz als Irrgast gefunden. Sie sind jedoch keine klassischen Wanderfalter. Die Art besiedelt überwiegend Steppen- und Wüstengebiete sowie Gärten und Kulturlandschaften.

## Lebensweise
Die Falter von Cornutiplusia circumflexa bilden fortlaufende Generationen. Sie sind tagaktiv und besuchen verschiedene Blüten. Nachts erscheinen sie auch an künstliche Lichtquellen, nicht jedoch an Ködern. Die Raupen ernähren sich bevorzugt von den Blättern von Nachtschattengewächsen (Solanaceae), Hülsenfrüchtlern (Fabaceae) und Kreuzblütlern (Cruciferae) sowie von Kulturpflanzen, beispielsweise von Gemüsekohl, Kartoffeln und Gartenbohnen.